# Trung tâm cuộc gọi

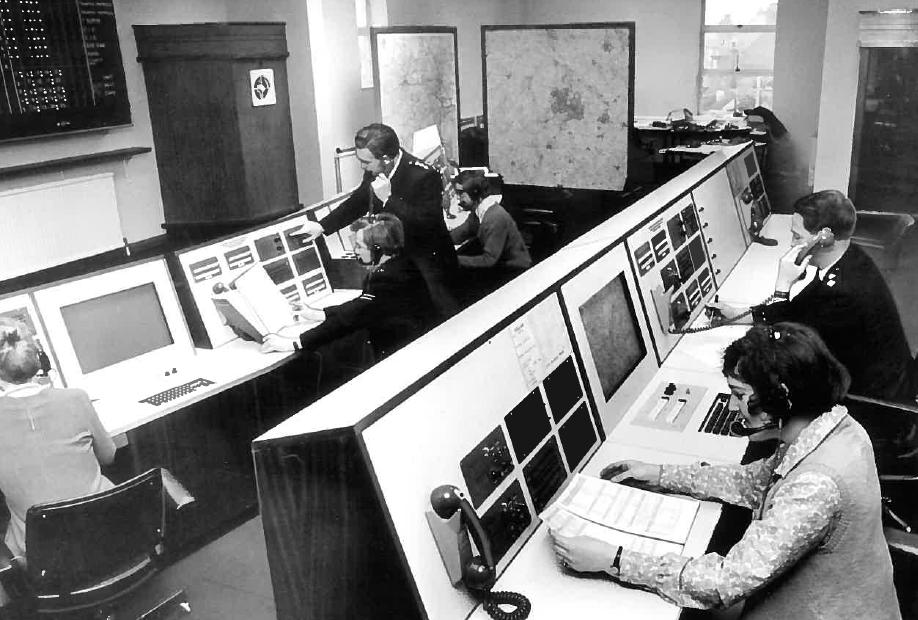
Trung tâm gọi điện cảnh sát năm 1970 tại Brierley Hill, Anh Quốc

Một trung tâm gọi điện hoặc trung tâm cuộc gọi (call center) là khả năng quản lý có thể là tập trung hoặc từ xa, được sử dụng để nhận hoặc truyền đi một lượng lớn yêu cầu bằng điện thoại. Một trung tâm nhận cuộc gọi đến (inbound) là do một công ty vận hành để xử lý các yêu cầu hỗ trợ hoặc thông tin về sản phẩm từ người tiêu dùng. Trung tâm gọi ra (outbound) thường được vận hành cho mục đích bán hàng như telemarketing, cho việc tuyên truyền quyên góp từ thiện hoặc quyên góp chính trị, thu hồi nợ, nghiên cứu thị trường, thông báo khẩn cấp và nhu cầu cấp bách của ngân hàng máu. Một trung tâm liên lạc (contact center) là một dạng mở rộng hơn đối với khả năng dựa trên điện thoại của trung tâm gọi điện. Một trung tâm liên lạc vận hành việc xử lý trung tâm các thông tin giao tiếp cá nhân, bao gồm các thư từ, fax, phần mềm hỗ trợ trực tiếp, phương tiện truyền thông xã hội, tin nhắn tức thời và email.
Một trung tâm cuộc gọi trước đây được xem là một không gian làm việc mở cho các nhân viên trung tâm cuộc gọi, với các trạm làm việc bao gồm một máy tính và màn hình cho mỗi nhân viên và được kết nối với hệ thống quản lý cuộc gọi đến/đi và một hoặc nhiều trạm giám sát. Nó có thể được vận hành độc lập hoặc được liên kết với các trung tâm khác, thường được kết nối với mạng máy tính doanh nghiệp, bao gồm các máy tính lớn (mainframes), máy tính / máy chủ và mạng khu vực (LANs). Một trung tâm cuộc gọi có thể được vận hành bởi một bộ phận nội bộ chịu trách nhiệm hoặc giao việc tương tác khách hàng cho một công ty độc lập thứ ba (gọi là Trung tâm gọi thuê hoặc Trung tâm thuê ngoài).